# Felonia
Na Idade Média, a felonia (do francês félonie) referia-se ao ato de traição do vassalo contra o seu amo e, num processo de ampliação de sentido, passou a se referir a qualquer traição de alguém a seu benfeitor.

## Na literatura
Na literatura, a felonia aparece em diversos textos da Demanda do Santo Graal, muito embora tenha se tornado célebre ao figurar como o pecado ao qual está reservada a última esfera do nono e último círculo do Inferno de Dante, a primeira parte de sua obra mais famosa, a Divina Comédia.